# Lily Mounet
Lily Mounet est une actrice française née le 9 février 1895 à Cannes et morte le 2 octobre 1978 à l'Hôpital Notre-Dame de Bon Secours dans le 14e arrondissement de Paris.

## Biographie
En 1933, elle joue dans l'opérette Dix-neuf ans de Pascal Bastia au Théâtre Daunou. La distribution réunit Éliane de Creus et Jean Sablon, entourés de Jean Bastia et Reda Caire.

## Filmographie
- 1932 : Aux urnes, citoyens ! de Jean Hémard : Mme Dupont-Lebaigue
- 1945 : L'Invité de la onzième heure de Maurice Cloche : Mme Sulnac
- 1946 : Un ami viendra ce soir de Raymond Bernard : la baronne de Pontignac
- 1949 : Au royaume des cieux de Julien Duvivier : Mme Maupin
- 1950 : Rome-express de Christian Stengel : la mère de Denise
- 1951 : Les Mémoires de la vache Yolande d'Ernst Neubach : Mme Fleuron
- 1953 : Mandat d'amener de Pierre Louis : l'hôtelière

## Théâtre
- 1938 : Le Président Haudecœur, Théâtre de l'Odéon : Mme Bergas-Larue